# Tobias J. Lehmann
 Tobias J. Lehmann (* 31. Januar 1966 in Berlin) ist ein deutscher Schauspieler und Theaterregisseur.

## Leben
Tobias J. Lehmann studierte von 1987 bis 1991 an der Hochschule für Schauspielkunst „Ernst Busch“ Berlin. Außerdem absolvierte er eine klassische Gesangsausbildung. Kurzzeitig am Berliner Ensemble tätig, wurde er im Jahr seines Abschlusses bereits als Bester Darsteller des Jahres mit dem Kritikerpreis der Berliner Zeitung geehrt. Von 1991 bis 1996 hatte Lehmann ein Engagement am Theaterhaus Jena. Danach war er einige Jahre freischaffend, bis er 1999 an das Schauspiel Leipzig verpflichtet wurde, dem er bis 2008 angehörte. Seitdem ist Lehmann wieder freiberuflich tätig und war neben anderen Rollen beispielsweise 2012 bei den Burgfestspielen Bad Vilbel als General Harras in Carl Zuckmayers Des Teufels General zu sehen.
Unter Regisseuren wie Wolfgang Engel, Heiner Müller, Matthias Brenner oder Herbert Olschok spielte Lehmann weiter Philipp Klapproth in Wilhelm Jacobys und Carl Laufs’ Schwank Pension Schöller, Mercutio in Romeo und Julia von William Shakespeare, Jean in Fräulein Julie von August Strindberg, Gerardo Escobar in Ariel Dorfmans Stück Der Tod und das Mädchen, Lord Burleigh in Friedrich Schillers Drama Maria Stuart oder die Titelrolle in Volpone von Ben Jonson.
Als Regisseur inszenierte Lehmann unter anderem das Märchen Der standhafte Zinnsoldat von Hans Christian Andersen als Puppenspiel am Meininger Theater, diese Produktion wurde im In- und Ausland mit zahlreichen Auszeichnungen bedacht, oder das Stück Drachenblut am Staatstheater Stuttgart, wo er auch als Thorvald Helmer in Henrik Ibsens Nora auf der Bühne wirkte.  Darüber hinaus hat Lehmann eine Dozentur an der Hochschule für Musik und Tanz Köln.
Erste Erfahrungen vor der Kamera machte Lehmann Anfang der 1990er-Jahre. Mit Beginn des 21. Jahrhunderts ist er regelmäßig in Film und Fernsehen präsent, mehrfach spielte er dabei in der Vergangenheit in der Reihe Polizeiruf 110.

## Filmografie (Auswahl)
- 1991: Mocca für den Tiger
- 1994: Viel Lärm sonst nichts
- 2002: Polizeiruf 110 – Der Spieler
- 2002: Polizeiruf 110 – Angst um Tessa Bülow
- 2004: Jena Paradies
- 2004: Polizeiruf 110 – Ein Bild von einem Mörder
- 2005: Stefanie – Eine Frau startet durch (Folge: Ein überraschendes Geständnis)
- 2005: Ein Engel für alle – Halloween
- 2005: Willenbrock
- 2006: Der rote Kakadu
- 2007: Ein verlockendes Angebot
- 2008: Polizeiruf 110 – Wolfsmilch
- 2009: Wohin mit Vater?
- 2010: Unkraut im Paradies
- 2010: Die Friseuse
- 2010: Stralsund – Außer Kontrolle
- 2011: Die Lehrerin
- 2012: Der Weg zur Macht
- 2013: SOKO Wismar – Stadt, Land, Tod
- 2013: Papa auf Probe
- 2016: Die Kanzlei – Ruhe vor dem Sturm
- 2017: Rakete Perelman
- 2017: SOKO Wismar – Geier Sturzflug
- 2019: Morden im Norden – Selbstlos
- 2020: Der Zürich-Krimi: Borchert und die tödliche Falle
- 2021: Unter anderen Umständen: Für immer und ewig
- 2022: Ella Schön: Das Glück der Erde
- 2024: In aller Freundschaft – Die jungen Ärzte – Vollwertig
- 2025: SOKO Köln: Moneten erbeten